# Lenny Lane
Leonard Carlson, detto Lenny (Duluth, 20 ottobre 1970), è un wrestler statunitense, noto maggiormente con il ring name Lenny Lane.
Lane è noto per aver combattuto nella World Championship Wrestling dal 1995 al 2000. Qui ha conquistato una volta il WCW Cruserweight Championship.

## Storia

### World Wrestling Entertainment (2004–2008)
Lane è apparso in WWE durante la puntata di Heat del 31 ottobre 2004 facendo coppia con Ken Anderson contro Rob Conway e Sylvain Grenier. Lane è apparso anche nella puntata della ECW del 30 settembre 2008 dov'è stato sconfitto da Jack Swagger.

## Personaggio

### Mosse finali
- Memory Lane / Blow Pop Drop (Full nelson facebuster)
- Tigertamer (Elevated Boston crab) – parodiata da Chris Jericho

### Manager
- Joel Gertner
- Ken Patera
- Lodi
- Miss Hancock
- Mortimer Plumtree
- Sherri Martel

### Musiche d'ingresso
- Luscious
- Tigerheart

## Titoli e riconoscimenti
- French Lakes Wrestling Association
  - FLWA Tag Team Championship (1)
- Minnesota Independent Wrestling
  - MIW Heavyweight Championship (1)
- New Age Wrestling Alliance
  - Dallas/Fort Worth Championship (1)
- Northern Premier Wrestling
  - NPW Heavyweight Championship (2)
- NWA Rocky Top
  - NWA Rocky Top Tag Team Championship (1) – con Ricky Morton
- Prime Time Wrestling
  - PTW Championship (3)
- Steel Domain Wrestling
  - SDW World Heavyweight Championship (1)
- Texas Championship Wrestling
  - TCW Texas Tag Team Championship (1) – con Shane Helms
- World Championship Wrestling
  - WCW Cruiserweight Championship (1)